# Jedysan

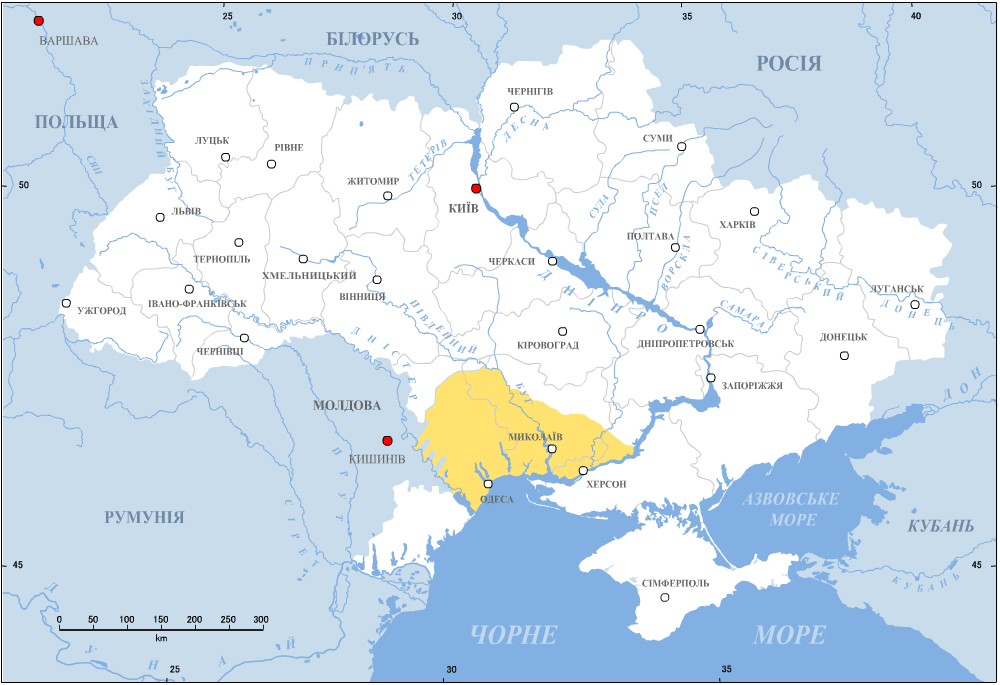
Localizzazione della regione nell'odierna Ucraina

Lo Jedysan (in turco Yedisan; in ucraino Єдисан?, Jedysan; in romeno Edisan; in russo Едисан?, Edisan) è una regione storica dell'Europa orientale, a cavallo tra le odierne Ucraina e Moldavia. Comprende la porzione più occidentale della steppa pontica, tra il Mar Nero e i fiumi Dnestr e Bug Meridionale. Il confine settentrionale era dato dal piccolo fiume Kodyma, che lo separava dalla Podolia.
Antico territorio degli Sciti Axiacae, fu occupato dai Nogai nel XIII secolo, ed entrò nel XVII secolo nell'orbita dell'Impero ottomano. Fu ceduto alla Russia nel 1792 in seguito al Trattato di Iași, e i nuovi padroni vi costruirono nel 1794 il porto di Odessa, che sostituì la precedente capitale di Očakiv come centro principale della regione.
Oggi lo Jedysan è diviso tra le oblast' ucraine di Odessa e di Mykolaïv, e la regione moldava della Transnistria.